# Cruz de término de Albacete
Este artículo trata sobre la cruz de término del siglo XV de la ciudad española de Albacete. Para consultar información sobre la escultura urbana véase el artículo Cruz de Término (Albacete).
La cruz de término de Albacete es una pieza histórica bajomedieval del siglo XV de la ciudad española de Albacete.
Estuvo situada desde el siglo XV en una de las entradas de la ciudad, cerca de la Puerta de Chinchilla, bajo un templete. Permaneció en el lugar hasta el siglo XIX, cuando fue trasladada para coronar el cementerio de Albacete. Actualmente se conserva en el Museo de Albacete.
Es una cruz de término de estilo gótico tallada en piedra caliza con dos caras: una con las imágenes de San Cristóbal, San Jorge, San Antonio y Santiago, y la otra con la figura de Cristo crucificado, la Virgen y San Juan con dos pelícanos. Es una de las cruces medievales más grandes halladas en España.
Sirvió para la construcción de la ermita de la Cruz en un antiguo paraje donde hoy en día se ubica la escultura urbana que reproduce esta histórica cruz de término.

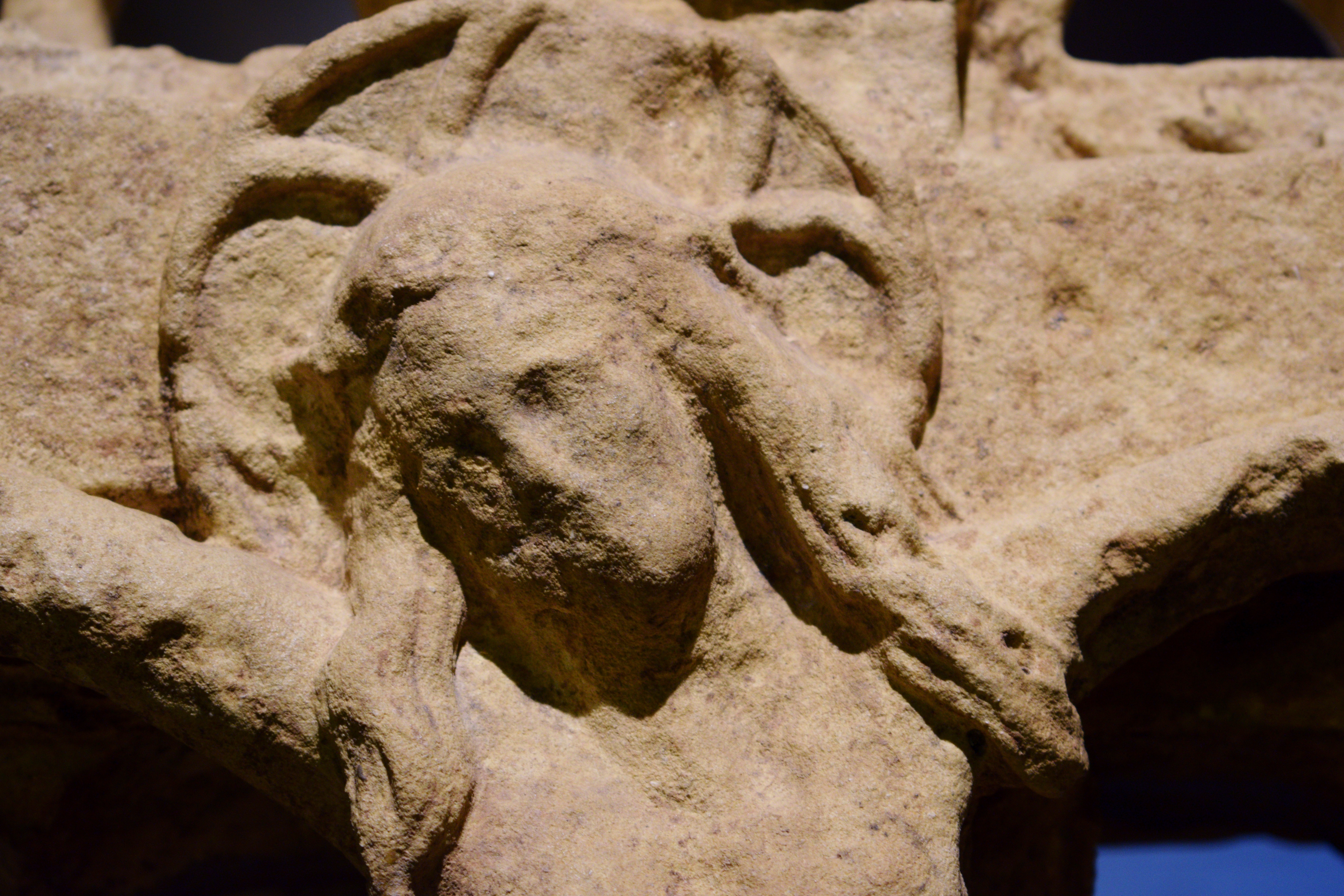
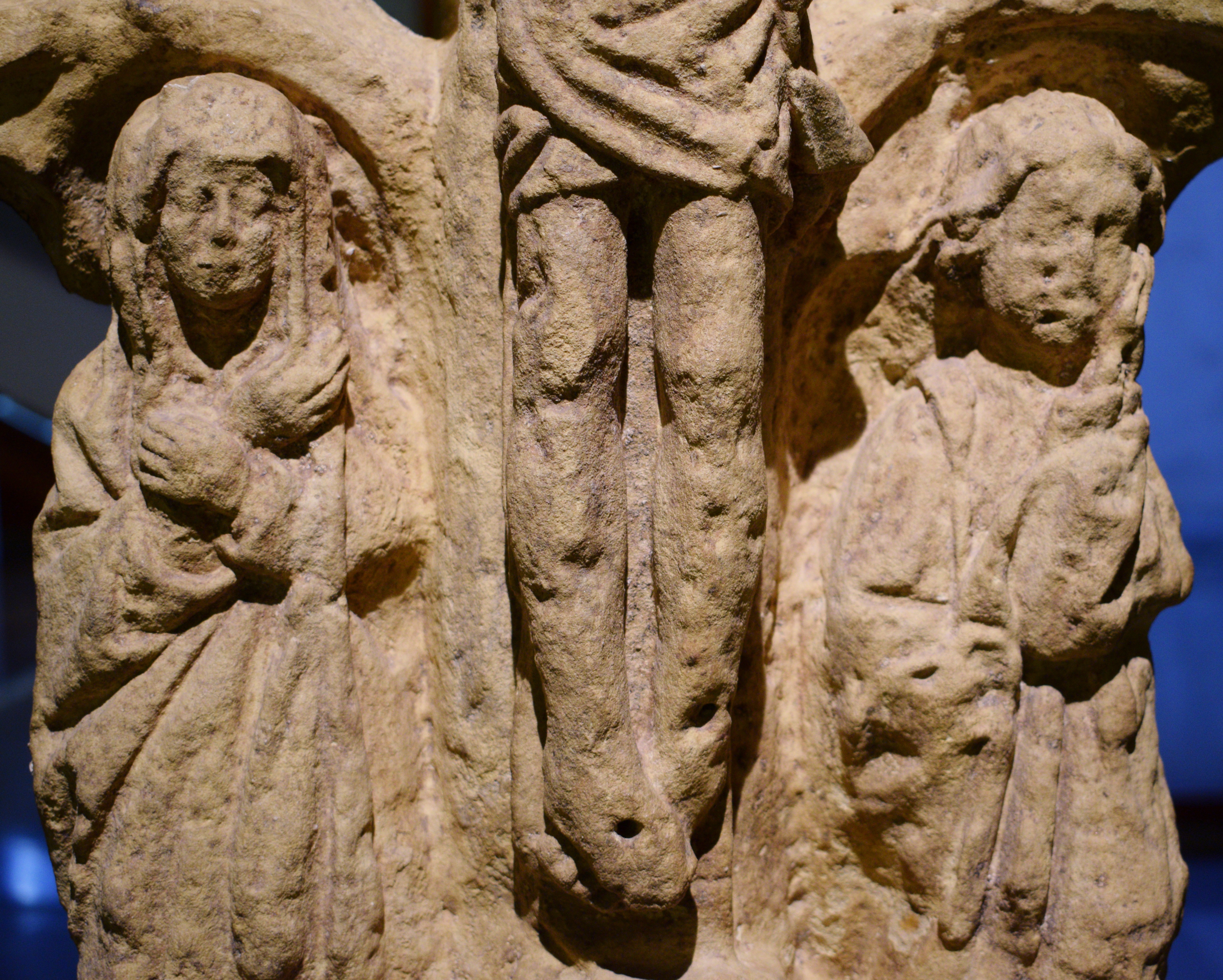
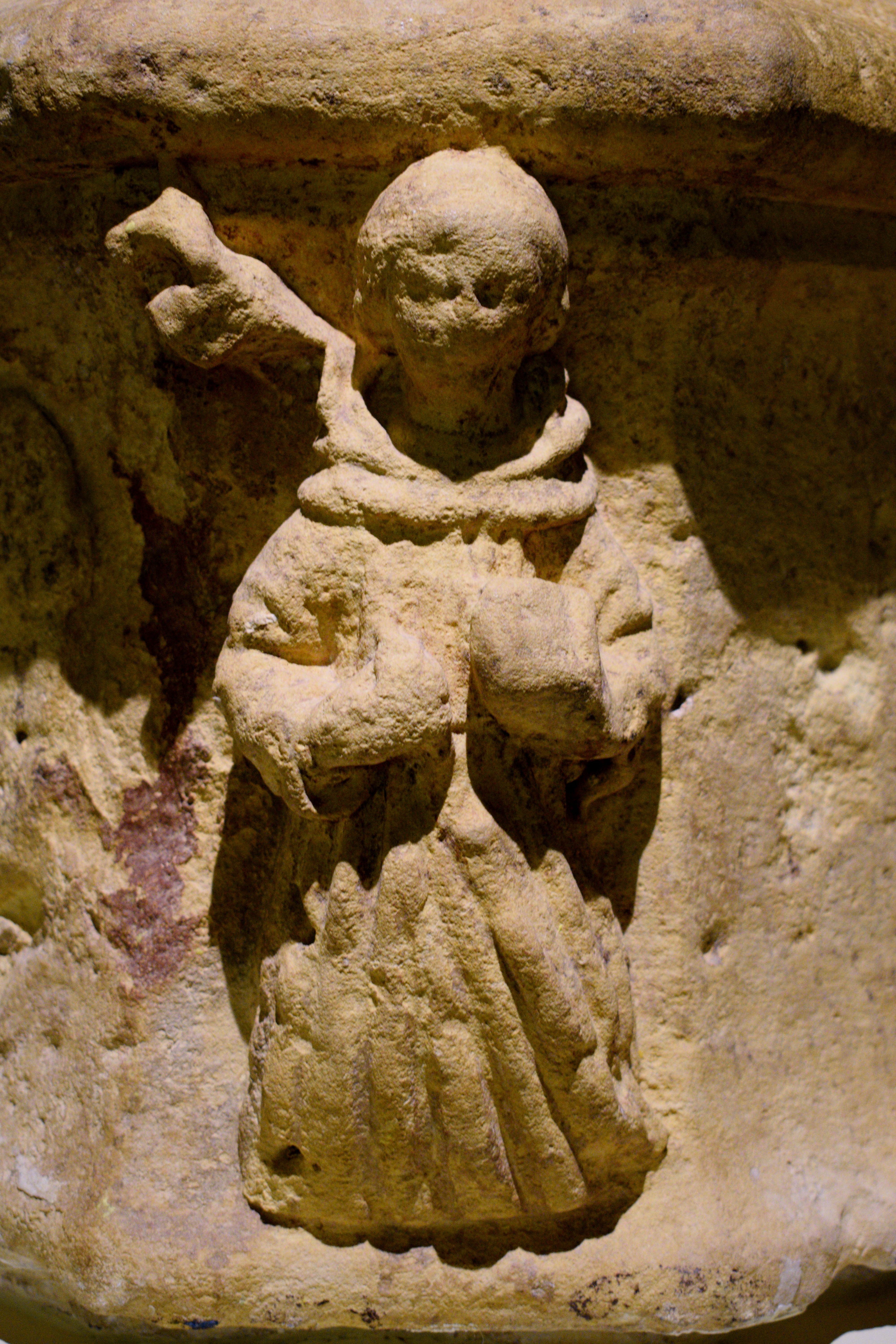
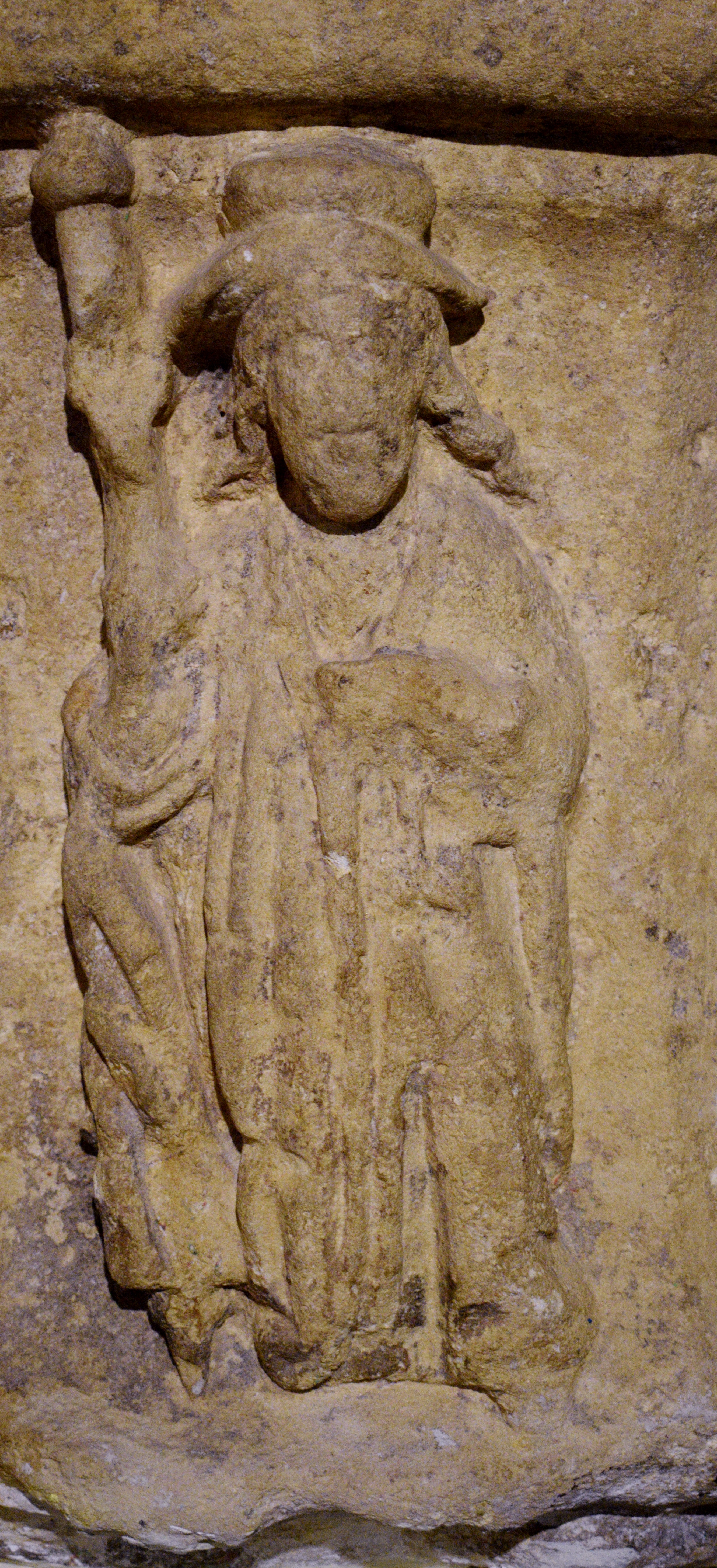
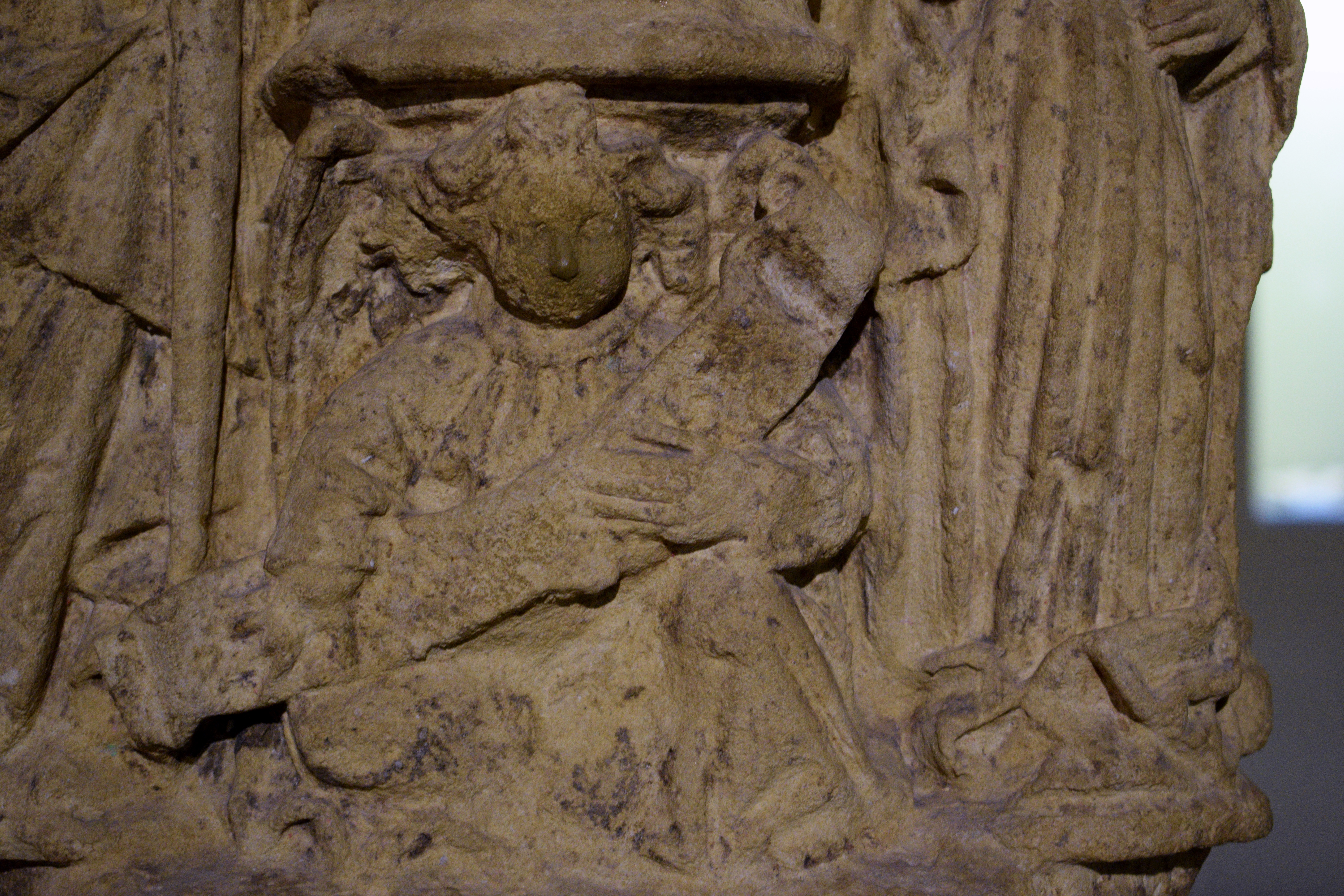